# Хореутиди
Хореутиди або молелистовійки чи молелистокрутки (Choreutidae) — родина лускокрилих комах. Містить близько 420 видів.

## Таксономія
Спершу хореутид відновили до родини листовійок (Tortricidae), а у 1929 році до родини гліфіптеригід (Glyphipterigidae). 1971 року хореутид підвищили до рангу родини, спершу у надродині Sesioidea, а згодом у монотипову надродину Choreutoidea. У 2011 році підродину Millieriinae з чотирма видами у трьох родах (Millieria, Phormoestes, Nyx) підвищили до рангу родини Millieriidae.

## Поширення
Родина поширена на всіх материках, крім Антарктиди. Найбільшого видового різноманіття сягає в Палеарктиці, Індомалаї та Австралії.
В Україні зареєстровано 10 видів:
- Anthophila abhasica Danilevsky, 1969
- Anthophila fabriciana (Linnaeus, 1767)
- Choreutis nemorana (Hübner, 1799) — Молелистовійка інжирна
- Choreutis pariana (Clerck, 1759) — Молелистовійка яблунева
- Prochoreutis myllerana (Fabricius, 1794)
- Prochoreutis pseudostellaris Budashkin, 2003
- Prochoreutis sehestediana (Fabricius, 1776)
- Prochoreutis stellaris (Zeller, 1847)
- Tebenna bjerkandrella (Thunberg, 1784)
- Tebenna chingana Danilevsky, 1969

## Опис
Дрібні і середні метелики. Розмах крил 9-20 мм. Голова покрита лежачими лусочками на лобі і піднятими в області тімені і потилиці, з вічками. Нижньогубні щупики вигнуті вгору. Хоботок добре розвинений. Вусики ниткоподібні. Крила широкі. Задні крила нерідко ширше передніх. Загальний фон крил темний. Малюнок утворений вигнутими поперечними перев'язами, плямами і точками, а також металево блискучими штрихами і плямами.

## Спосіб життя
Гусениці скелетують листя трав'янистих і деревних рослин. Розвиваються групами під загальною сіткою з шовковини, або в листі, який згорнутий в трубку. У деяких видів гусінь молодшого віку мінує листя. Лялечки з рядами шипиків на тергітах черевця. Метелики активні в денний час.